# Single Piece Flow
Single Piece Flow ist ein Jazzalbum von Ken Vandermark und das Debütalbum seiner Formation The Vandermark 5. Die am 10.  und 11. August 1996 im Uberstudio, Chicago entstandenen Aufnahmen erschienen am 1. April 1997 auf Atavistic Records.

## Hintergrund
Single Piece Flow war das Debütalbum des Quintetts The Vandermark 5 mit Ken Vandermark und Mars Williams (Holzblasinstrumente), Jeb Bishop an der Posaune und Gitarre, Kent Kessler am Bass und Tim Mulvenna am Schlagzeug.

## Titelliste
- The Vandermark 5: Single Piece Flow (Atavistic ALP47CD)[1]

1. Careen (dedicated to Jackie Chan)  7:00
2. Momentum (dedicated to Alan Dawson)  7:16
3. Fence (dedicated to Robert Hendry)  7:01
4. Data Janitor (dedicated to Jim Baker)  9:42
5. The Mark Inside (dedicated to Johnny Hodges)  6:45
6. Wood-Skin-Metal (dedicated to Jerry Deupree, Chris Bowman and Lawrence Cook)  6:10
7. Billboard (dedicated to Bill Barron)  4:57
8. Limited Edition (dedicated to Gil Evans)  9:16

- Alle  Kompositionen stammen von Ken Vandermark.

## Rezeption
Brian Olewnick vergab an das Album in Allmusic vier Sterne und meinte, die Musiker seien alle der Aufgabe gewachsen gewesen, aber die „Stars“ des Albums wären die Kompositionen selbst, prüfend und muskulös, die einen neuen Weg durch die Stasis bieten, die sich Mitte der 90er Jahre in einigen Kreisen des Avantjazz aufgebaut habe.
„Teilweise fast gemäßigt, gibt es eine beispielhafte Verwendung der Gruppe als Einheit, wobei ein Stück wie 'The Mark Inside' eine Art Gelbsucht in der Jazztradition bietet,“ schrieben Richard Cook und Brian Morton (The Penguin Guide to Jazz).
Paul Youngquist notierte, The Vandermark 5, Vandermarks zentrale Band von 1997 bis 2010, habe das Vermächtnis der Improvisation wie ein Geburtsrecht erhalten, „aufgewühlte und klappernde heiße Geräusche für die pure Freude, ihre Intensität weiterzugeben.“
In der Down-Beat-Rezension von Aaron Cohen heißt es: „Vandermarks Themen basieren oft auf liebenswerten Riffs, die niemals nur süß sind und einen lebendigen Rahmen für die Beweglichkeit jedes Interpreten bieten.“